# Cancel My Reservation
Pour plus de détails, voir Fiche technique et Distribution.
Cancel My Reservation est un film américain réalisé par Paul Bogart et sorti en 1972.
C'est le dernier long métrage où Bob Hope tient le rôle principal.

## Fiche technique
- Réalisation : Paul Bogart
- Scénario : Bob Fisher, Arthur Marx, d'après un roman de Louis L'Amour
- Photographie : Russell Metty
- Lieu de tournage :  Samuel Goldwyn Studios
- Montage : Michael A. Hoey
- Musique : Dominic Frontiere
- Genre : Comédie
- Durée : 99 minutes
- Date de sortie : 
  - États-Unis : 21 septembre 1972

## Distribution
- Bob Hope : Dan Bartlett
- Eva Marie Saint : Sheila Bartlett
- Ralph Bellamy : John Ed
- Forrest Tucker : Reese
- Anne Archer : Crazy Hollister
- Keenan Wynn : Sheriff 'Houndtooth' Riley
- Henry Darrow : Joe Little Cloud
- Chief Dan George : Old Bear
- Doodles Weaver : Cactus
- Betty Ann Carr : Mary Little Cloud
- Herb Vigran : Roscoe Snagby
- Pat Morita : Yamamoto
- Gordon Oliver : Mr. Willie Sparker